# Jasna Góra (wzniesienie)
Jasna Góra (dawniej Stara Góra) − wzgórze w Częstochowie o wysokości 295 m n.p.m., położone w Obniżeniu Górnej Warty. Na północno-wschodnim wierzchołku wzniesienia znajduje się zespół klasztorny o tej samej nazwie.
Rejestr TERYT wymienia Jasną Górę jako część miasta Częstochowy (SIMC: 0931000).  Pod względem administracyjnym należy do dzielnic Podjasnogórska oraz Częstochówka-Parkitka.

## Geografia
Wzgórze ma trzy kulminacje. Najwyższy punkt (295 m n.p.m.) znajduje się około 325 metrów na zachód od murów klasztoru, za parkingiem domu pielgrzyma. Zespół klasztorny położony jest na wierzchołku północno-wschodnim, o wysokości 293 m n.p.m. Trzeci wierzchołek, południowo-zachodni, znajduje się przy ulicy św. Moniki. Dla porównania, śródmieście Częstochowy położone jest na wysokości 250–255 m n.p.m.
Jest to wzniesienie ostańcowe zbudowane z wapieni górnojurajskich, otoczone u podstawy warstwą iłów jury środkowej. Obszar wzgórza jest mocno zurbanizowany, wychodnie skał wapiennych zachowały się tylko w dwóch miejscach (przy bastionie św. Jakuba i VI stacji Drogi Krzyżowej).

## Nazwa
Nazwa Jasna Góra po raz pierwszy została użyta w dokumencie z 1388 roku. Została ona nadana przez węgierskich paulinów w nawiązaniu do ich macierzystego klasztoru św. Wawrzyńca na Jasnej Górze w Budzie. Mało prawdopodobna jest zatem hipoteza, że nazwa wzgórza pochodzi od jasnych kamieni wapiennych. Wcześniej wzgórze było określane jako Stara Góra.
Można spotkać się także z nieco innym podejściem, według którego nazwa Stara Góra dotyczy całego wzgórza, a Jasna Góra tylko kulminacji północno-wschodniej, na której położony jest klasztor.